# أبو بكر الحيري
أبو بكر أحمد بن أبي علي الحسن بن أحمد بن محمد بن أحمد بن حفص بن مسلم بن يزيد الحرشي الحيري النيسابوري الشافعي جده هو سبط أحمد بن عمرو الحرشي. كان بصيرا بالمذهب الشافعي، فقيه النفس، يفهم الكلام، وقلد قضاء نيسابور.

## طلبه للعلم
ولد في حدود سنة 325 هـ أرخه أبو بكر محمد بن منصور السمعاني، وقال هو ثقة في الحديث. حدث عن: أبي علي محمد بن أحمد بن معقل الميداني، وحاجب بن أحمد الطوسي، وأبي العباس الأصم، وابنه أبي علي، وأبي سهل بن زياد القطان، وأبي بكر بن أبي دارم الكوفي، وأبي محمد الفاكهي والمكي، وبكير بن أحمد الحداد، وأبي أحمد بن عدي. تفقه على أبي الوليد حسان بن محمد، ودرس الكلام والأصول على أصحاب أبو الحسن الأشعري، وانتقى عليه أبو عبد الله الحاكم، وقد أملى من سنة اثنتين وثمانين وثلاثمائة.
حدث عنه: الحاكم وهو أكبر منه، وأبو محمد الجويني، وأبو بكر البيهقي، وأبو القاسم القشيري، وأبو بكر الخطيب، وأبو صالح المؤذن، والحسن بن محمد الصفار، ومحمد بن إسماعيل المقرئ، ومحمد بن مأمون المتولي، ومحمد بن عبد الملك المظفري، وأحمد بن عبد الرحمن الكسائي، ومحمد بن يحيى المزكي، وقاضي القضاة أبو بكر محمد بن عبد الله الناصحي، وشيخ الحنفية محمد بن إسماعيل بن حسنويه، ومحمد بن علي العميري الزاهد، وأبو بكر بن خلف، وأبو عبد الله الثقفي الرئيس، ومكي بن منصور السلار، وأسعد بن مسعود العتبي، ومحمد بن أحمد الكامخي، ونصر الله بن أحمد الخشنامي، وعلي بن أحمد الأخرم، وعبد الغفار بن محمد الشيرويي خاتمة أصحابه.

## مكانته العلمية
قال عبد الغافر الفارسي في تاريخه : «أصابه وقر في آخر عمره، وكان يقرأ عليه مع ذلك ويحتاط، إلى أن اشتد ذلك قريبا من سنتين أو ثلاث، فما كان يحسن أن يسمع، وكان من أصح أقرانه سماعا، وأوفرهم إتقانا، وأتمهم ديانة واعتقادا، صنف في الأصول والحديث». قال الذهبي: «وقد قرأ بالروايات على أحمد بن العباس الإمام تلميذ الأشناني، وسمعنا مسند الشافعي من طريقه». أثنى عليه الحاكم وفخم أمره وقال: «كان جدهم الأكبر سعيد بن عبد الرحمن الحرشي خليفة الأمير عبد الله بن عامر بن كريز على نيسابور، تلا أبو بكر بأحرف على أبي بكر الإمام، وعقد له مجلس النظر في حياة الأستاذ أبي الوليد».قد أكثر البيهقي الرواية عنه وصحح له طريقا بإسناده

## وفاته
مات الحيري في شهر رمضان سنة 421 هـ، وله ست وتسعون سنة.